# 派对女孩
《派对女孩》(Party Girl)是一部2014年Marie Amachoukeli、Claire Burger和Samuel Theis联合执导的法国剧情片，赢得2014年戛纳电影节一种关注单元集体表演奖和金摄影机奖。

## 剧情
該不該通知她來參加婚禮？讓安潔莉徹夜難眠…

以歌舞表演維生的安潔莉，雖然升級成老闆娘，但已屆耳順之年的她，總覺得自己還在夜店混實在很「歹勢」。此時剛好熟客米歇希望與她共結連理。曾有過失敗婚姻的安潔莉，在米歇猛烈愛情攻勢下，決定再度嫁作人妻…。

安潔莉生有2兒2女，為得到所有兒女的祝福，她於是帶著未婚夫米歇一一登門拜訪，邀請他們來參加她的婚禮。已成家的賽佛琳和小馬，完全能體會母親的心願；遠在巴黎工作的山姆雖感驚訝，卻也決定趕回來參加。唯獨自小就送人領養、從未聯繫的小女兒辛西亞…。該不該通知她？讓安潔莉徹夜難眠！

安潔莉會鼓起勇氣去找回辛西亞嗎？她又能說服小女兒參加「從未謀面」母親的婚禮嗎？而她所有的兒女們，又真能齊聚為她祝福嗎？隨著婚禮一天天接近，安潔莉嫁為人妻的心情，也越來越複雜…。

## 角色
- Sonia Theis-Litzemburger - Angélique
- Joseph Bour - Michel
- Mario Theis - Mario
- Samuel Theis - Samuel
- Séverine Litzenburger - Séverine
- Cynthia Litzenburger - Cynthia